# Sémola

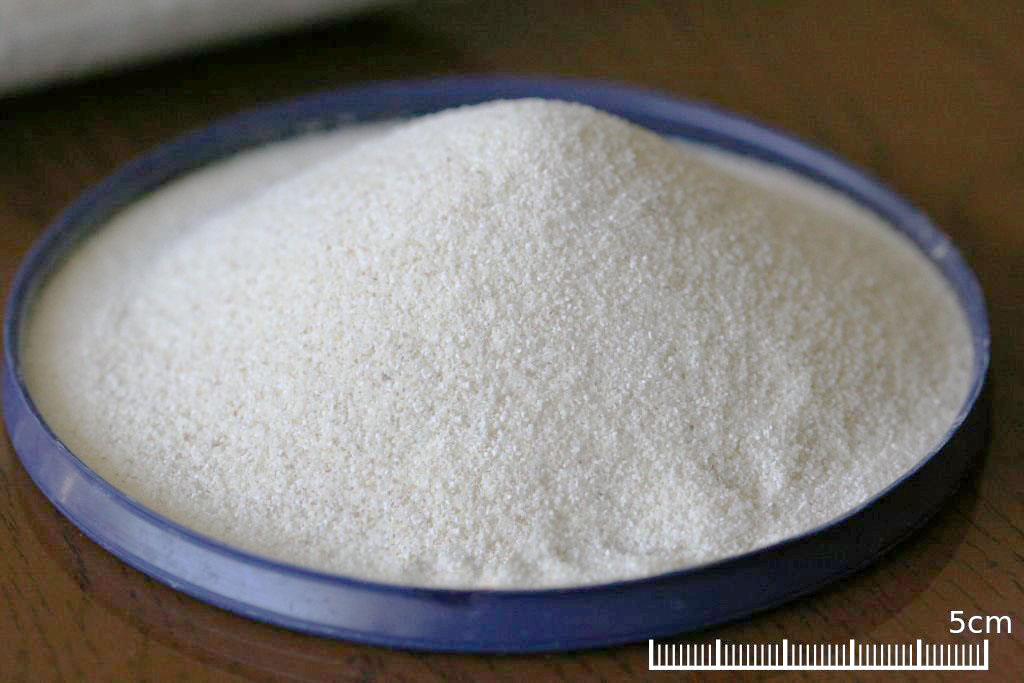
Sémola en un cuenco.

La sémola es la harina gruesa (poco molida) que procede del trigo y de otros cereales con la cual se fabrican diversas pastas alimenticias (raviolis, espaguetis, fideos y otras). En el caso de la sémola de trigo duro, se obtiene moliendo su endospermo (albumen farináceo, es decir, los nutrientes que rodean las semillas de trigo) . La sémola granulosa se obtiene del trigo duro (Triticum durum) y presenta el color amarillo natural del grano. Es la harina ideal para elaborar pastas.

## Contenido de gluten
Tiene un alto contenido en gluten si procede de trigo, avena, centeno y cebada. En cambio la de arroz no tiene gluten, a no ser que en la misma fábrica se produzca también otro tipo de sémola y mediante contaminación cruzada esta haya dejado trazas en la de arroz.

## Aplicaciones
Con ella se pueden realizar multitud de platos salados y dulces como el cuscús, la quenelle, pan y pastelitos, o el flan de naranja y la pasta para lasaña. En Valencia, España, se consume la sémola de arroz.

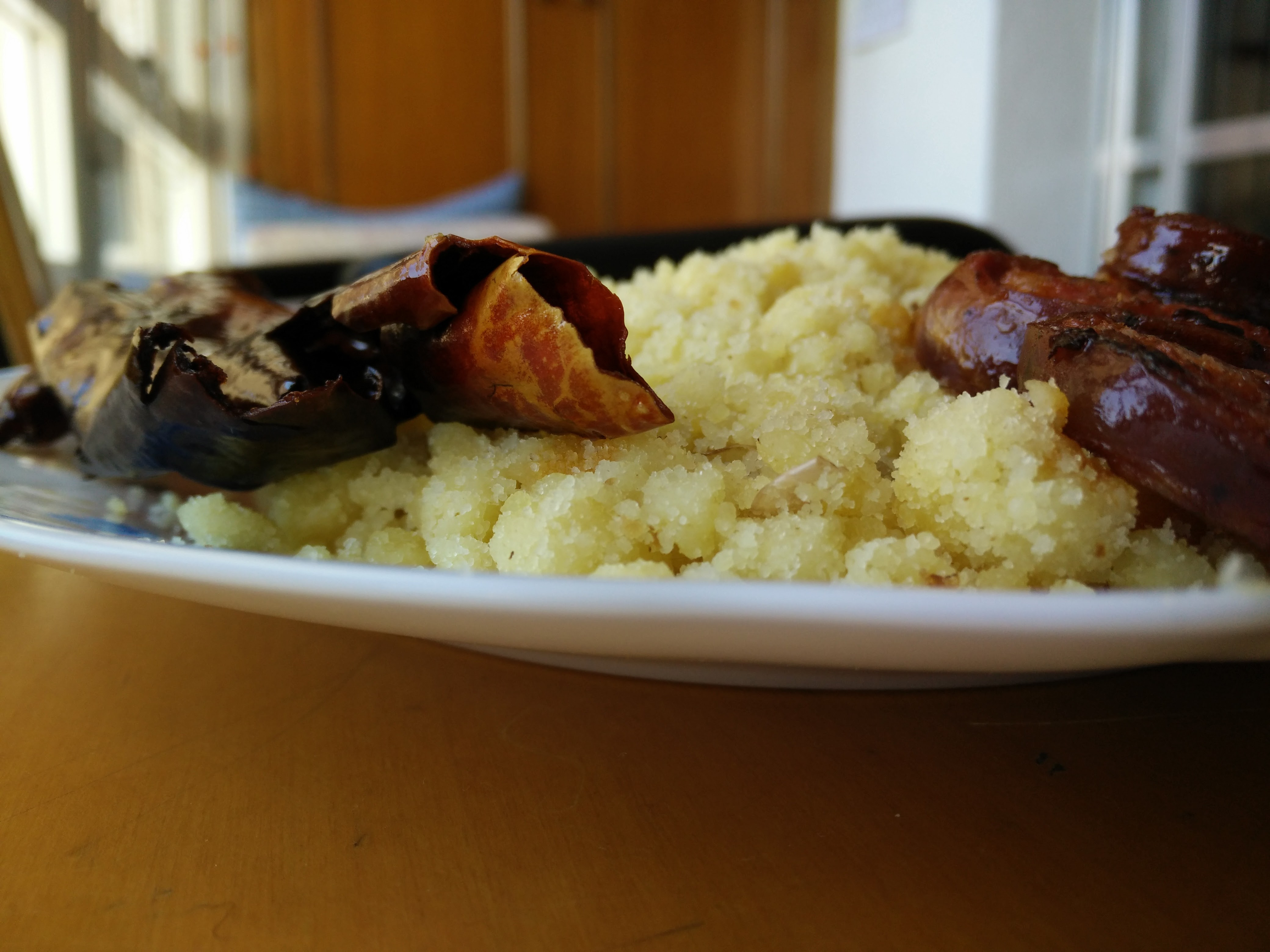
Migas de sémola

En Perú se usa en postres como el típico Budín de sémola y pasas o las humitas dulces de sémola. En Chile se prepara con ella un postre típico llamado sémola con leche.